# Семёновский переулок
Семёновский переу́лок (до 30 марта 1956 года — Соколи́ная у́лица) — переулок в Восточном административном округе города Москвы на территории района Соколиная Гора.

## История
Переулок получил современное название по примыканию к Малой Семёновской улице. До 30 марта 1956 года назывался «Соколи́ная у́лица» — по существовавшему здесь потешному соколиному двору царя Алексея Михайловича.

## Расположение
Семёновский переулок проходит от Малой Семёновской улицы на юг до продолжения Щербаковской улицы, с востока к нему примыкает Измайловская улица. Нумерация домов начинается от Малой Семёновской улицы.

## Транспорт
C 22 декабря 2015 года движение транспорта по Семёновскому переулку стало односторонним в направлении: от Малой Семёновской улицы в сторону Измайловской улицы.

### Трамвай
- 2: от Малой Семёновской улицы до Измайловской улицы.
- 34: от Малой Семёновской улицы до Измайловской улицы.

### Метро
- Станция метро «Семёновская» Арбатско-Покровской линии — восточнее переулка, на Семёновской площади.
- Станции метро «Электрозаводская» Арбатско-Покровской линии и «Электрозаводская» Большой кольцевой линии (соединены переходом) — западнее переулка, на Большой Семёновской улице.

### Железнодорожный транспорт
- Платформа Электрозаводская Рязанского направления Московской железной дороги — западнее переулка, на Большой Семёновской улице.